# Liga de fútbol femenina de Corea del Norte
La Liga de fútbol femenina de Corea del Norte (en chosŏn'gŭl, 조선민주주의인민공화국 녀자 1부류축구련맹전; en hancha, 朝鮮民主主義人民共和國 女子 一部流蹴球聯盟戰) conocida como el DPRK Premier Women's Football League. Es el campeonato de fútbol femenino de los equipos de primera división de Corea del Norte, de dos divisiones restantes.

## Equipos 2023-24
Lista de los equipos mencionados por ACNC.

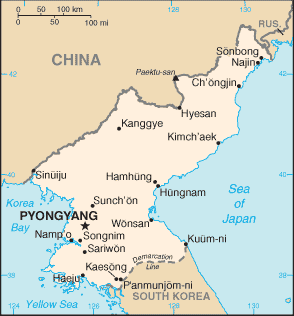
Mapa de Corea del Norte.

| Club                           | Afiliación                                |
| ------------------------------ | ----------------------------------------- |
| 4.25 SC                        | Ejército Popular de Corea                 |
| Naegohyang                     |                                           |
| Pyongyang                      | Partido del Trabajo de Corea              |
| Wolmido SC                     | Ministerio de Cultura y Bellas Artes      |
| Rimyongsu SC                   | Ministerio de Seguridad Popular           |
| Jebi SC                        | Fuerza Aérea del Ejército Popular Coreano |
| Kigwancha                      | Ferrocarriles Estatales de Corea          |
| Ministerio de Industria Ligera | Ministerio de Industria Ligera            |
| Kalmaegi SC                    | Marina Popular de Corea                   |

## Palmarés
La lista histórica de campeones, subcampeones y terceros lugares.
| Temporada | Campeón                                | Subcampeón                             | Tercera Plaza                          |
| --------- | -------------------------------------- | -------------------------------------- | -------------------------------------- |
| 2002      | 4.25 SC                                | Tumangang                              | Rimyongsu SC                           |
| 2003      | Disputado, pero resultado desconocido. | Disputado, pero resultado desconocido. | Disputado, pero resultado desconocido. |
| 2004      | Amrokkang SC                           |                                        |                                        |
| 2005      | Amnokgang SC                           | 4.25 SC                                | Rimyongsu SC                           |
| 2006      | Disputado, pero resultado desconocido. | Disputado, pero resultado desconocido. | Disputado, pero resultado desconocido. |
| 2007      | Amnokgang SC                           | Rimyongsu SC                           | 4.25 SC                                |
| 2008      | Disputado, pero resultado desconocido. | Disputado, pero resultado desconocido. | Disputado, pero resultado desconocido. |
| 2009      | 4.25 SC                                | Sobaeksu SC                            |                                        |
| 2010      | 4.25 SC                                | Amnokgang SC                           | Rimyongsu SC                           |
| 2011      | 4.25 SC                                | Amnokgang SC                           | Rimyongsu SC                           |
| 2012      | Ponghwasan SC                          | Sobaeksu SC                            | 4.25 SC                                |
| 2013      | 4.25 SC                                | Amnokgang SC                           | Myohyangsan SC                         |
| 2014      | Pyongyang                              | Amnokgang SC                           | Sobaeksu SC                            |
| 2015      | Disputado, pero resultado desconocido. | Disputado, pero resultado desconocido. | Disputado, pero resultado desconocido. |
| 2016-17   | Disputado, pero resultado desconocido. | Disputado, pero resultado desconocido. | Disputado, pero resultado desconocido. |
| 2017-18   | Disputado, pero resultado desconocido. | Disputado, pero resultado desconocido. | Disputado, pero resultado desconocido. |
| 2018-19   | 4.25 SC                                | Wolmido SC                             | Amnokgang SC                           |
| 2019-20   | Disputado, pero resultado desconocido. | Disputado, pero resultado desconocido. | Disputado, pero resultado desconocido. |
| 2020-21   | 4.25 SC                                |                                        |                                        |
| 2021-22   | Naegohyang                             | 4.25 SC                                | Amnokgang SC                           |
| 2022-23   | 4.25 SC                                | Naegohyang                             | Wolmido SC                             |
| 2023-24   | Naegohyang                             |                                        |                                        |

## Títulos por club
| Club          | Campeón | Años Campeón                                            |
| ------------- | ------- | ------------------------------------------------------- |
| 4.25 SC       | 9       | 2002, 2009, 2010, 2011, 2013, 2018-19, 2020-21, 2022-23 |
| Amnokgang SC  | 3       | 2004, 2005, 2007                                        |
| Naegohyang    | 2       | 2021-22, 2023-24                                        |
| Ponghwasan SC | 1       | 2012                                                    |
| Pyongyang     | 1       | 2014                                                    |